# 21-ша флотилія підводних човнів Крігсмаріне
21-ша флотилія підводних човнів крігсмаріне — підрозділ військово-морського флоту Третього Рейху.
Спочатку підрозділ створено в 1935 році, як навчальна флотилія в Нойштадті під назвою (нім. Schulverband der U-Bootschule). У березні 1945 року флотилія була розформована.

## Склад
До складу 21-ї флотилії в різні роки входили 55 підводних човнів:
| Тип  | Кількість | Представники |
| ---- | --------- | --- |
| IA   | 1         | U-25 |
| IIA  | 6         | U-1, U-2, U-3, U-4, U-5, U-6 |
| IIB  | 10        | U-7, U-9, U-10, U-11, U-20, U-21, U-23, U-24, U-120, U-121 |
| IIC  | 3         | U-60, U-61, U-62 |
| VIIA | 2         | U-29, U-34 |
| VIIB | 2         | U-48, U-101 |
| VIIC | 25        | U-72, U-80, U-236, U-251, U-291, U-368, U-416, U-430, U-555, U-704, U-708, U-712, U-720, U-733, U-746, U-922, U-977, U-1101, U-1194, U-1195, U-1196, U-1197, U-1198, U-1201, U-1204 |
| IX   | 1         | U-38 |

## Командири
- Капітан-цур-зее Курт Злефогт (1935—1937)
- Капітан-лейтенант Гайнц Бедун (лейтенант 1937 — березень 1940)
- Корветтен-капітан Пауль Бюхель (березень 1940 — червень 1943)
- Корветтен-капітан Отто Шугарт (червень 1943 — вересень 1944)
- Капітан-лейтенант Гервіг Колльманн (вересень 1944 — березень 1945)